# 덴마크 방위군
덴마크 방위군(Danish Defence) 또는 덴마크군(Danish Armed Forces, 덴마크어: Forsvaret, 페로어: Danska verjan, 그린란드어: Illersuisut)은 덴마크 왕국과 덴마크 자치령인 그린란드와 페로 제도를 방어하는 임무를 맡은 통일된 군대이다. 군은 또한 덴마크의 광범위한 이익을 증진하고 국제 평화 유지 노력을 지원하며 인도주의적 지원을 제공한다.
1510년에 상비군이 창설된 이후, 군대는 많은 전쟁에 참전했는데, 대부분 스웨덴과 관련된 전쟁이었을 뿐만 아니라 30년 전쟁, 대북방 전쟁, 나폴레옹 전쟁 등 세계 강대국이 참여한 전쟁도 있었다.
오늘날 군대는 다음과 같이 구성된다: 덴마크의 주요 지상전 부문인 덴마크 왕립 육군, 20척의 취역 선박을 보유한 대양 해군인 덴마크 왕립 해군, 고정익 항공기와 회전익 항공기로 구성된 작전 함대를 보유한 공군인 덴마크 왕립 공군(Royal Danish Air Force)이 있다. 국방군에는 홈 가드(Home Guard)도 포함된다. 덴마크 국방법에 따라 국방부 장관은 덴마크 국방 사령관(국방장관 및 국방 사령부를 통해)과 덴마크 홈 가드(홈 가드 사령부를 통해)의 역할을 수행한다. 사실상 덴마크 내각은 국방의 지휘권을 갖고 있지만 의회의 동의 없이는 엄격한 국방 지향적이지 않은 목적으로 군대를 동원할 수는 없다.

## 같이 보기
- 북대서양 조약 기구